# Geto Suguru
Geto Suguru (Nhật: 夏油 傑) là một nhân vật hư cấu từ bộ manga Chú thuật hồi chiến 0 của Akutami Gege. Suguru là một Chú thuật sư vô cùng mạnh mẽ, đồng thời cũng là người bạn thân thiết nhất của Gojo Satoru. Trong phần tiền truyện, anh giữ vai trò phản diện chính và có khao khát chiếm hữu Nữ hoàng lời nguyền Orimoto Rika, lúc bấy giờ đang đeo bám theo nhân vật chính của bộ truyện là Okkotsu Yuta. Bên cạnh đó, Suguru còn xuất hiện trong những đoạn hồi tưởng của Chú thuật hồi chiến, qua đó khám phá sâu hơn về tình bạn của anh với Satoru cũng như lần chạm trán cuối cùng giữa hai người. Trong mạch truyện chính, anh bị Chú nguyền sư Kenjaku (Nhật: 羂索) xâm chiếm cơ thể vì thuật thức của hắn có thể cho phép bản thân hoán đổi bộ não với mục tiêu. Đích đến cao cả nhất mà Kenjaku muốn nhắm đến chính là thúc đẩy loài người tiến hóa thông qua Chú lực để gây dựng nên thời kỳ hoàng kim mới của Chú thuật, tương tự như thời đại Heian diễn ra cách đây hàng nghìn năm.
Sensui Shinobu, nhân vật phản diện trong bộ manga Hành trình U Linh Giới do Togashi Yoshihiro sáng tác, chính là nguồn cảm hứng để Gege tạo ra Suguru, đồng thời vị tác giả cũng muốn khám phá về định kiến thông qua nhân vật của mình. Trong khi đó, Kenjaku lại chịu ảnh hưởng từ gã phản diện Orochimaru trong loạt Naruto, cả hai đều là những kẻ bất tử sử dụng vật chứa để duy trì sự sống cho bản thân. Trong bản chuyển thể anime của Chú thuật hồi chiến, Geto Suguru được seiyū Sakurai Takahiro thể hiện bằng tiếng Nhật, trong khi Lex Lang thì đảm trách vị trí lồng giọng sang ngôn ngữ Anh.
Kể từ khi ra mắt, nhân vật Geto Suguru đã nhận về vô số lời khen ngợi từ giới phê bình nhờ vai trò của một phản diện gây ấn tượng mạnh khi chiến đấu với Yuta và bạn bè đồng môn trong Chú thuật hồi chiến 0, đồng thời còn phát triển mối quan hệ sâu sắc với Gojo Satoru vào lúc mà cốt truyện dần hé mở về sự gắn kết của hai người. Tuy nhiên, việc Suguru bị chiếm quyền điều khiển cơ thể trong mạch truyện chính đã dẫn đến nhiều phản ứng trái chiều vì ảnh hưởng của nó đến câu chuyện và chính bản thân nhân vật này.

## Ý tưởng và sáng tạo
Akutami Gege đã tạo ra hình mẫu Geto Suguru dựa trên nhân vật phản diện Sensui Shinobu trong bộ manga Hành trình U Linh Giới của Togashi Yoshihiro. Mặc dù vậy, vị tác giả lại tỏ ra không hài lòng với đứa con tinh thần của mình. Nhân vật Suguru vốn được xây dựng như một kẻ có tam quan lệch lạc, bị vây quanh bởi định kiến và luôn nhanh chóng buông lời phán xét người khác. Bên cạnh đó, cái tên Geto cũng bắt nguồn từ khu nghỉ mát trượt tuyết Geto Kogen ở Nhật Bản. Khi viết về quá khứ của nhân vật này, Gege muốn nhấn mạnh sự thay đổi rõ rệt của Suguru sau khi rời khỏi Giới Chú thuật cùng sự căm ghét ngày càng lớn đối với những người bình thường. Một trong những cuộn giấy biểu ngữ của Suguru trong loạt truyện cũng có liên quan đến bộ manga Zombiepowder của Kubo Taito.
Gege đã quyết định để Suguru trở thành bạn thân của Gojo Satoru sau khi vị tác giả nghiên cứu về áo choàng của tu sĩ Phật giáo, đồng thời nhận thấy rằng kiểu áo Gojo-gesa rất phù hợp với họ của Satoru. Ngoài ra, Gege cũng muốn sử dụng những cái tên cắt nghĩa để thể hiện tính cách của các nhân vật: Satoru (悟, Ngộ) tức là thiên tài bẩm sinh, còn Suguru (傑, Kiệt) là loại người không ngừng nỗ lực để trở nên xuất chúng. Hơn nữa, Gege cũng xây dựng Suguru như một nhà sư trong phần tiền truyện, qua đó ngụ ý về việc nhân vật này sáng lập một giáo phái sai trái khi đang giả dạng làm thầy tu, trong khi ngoài đời thực thì lớp người này lại nhận được sự kính trọng và tin tưởng từ những cá nhân khác, từ đó làm bật nổi lên sự tương phản của hai thái cực trên.
Sau khi tiết lộ rằng Geto Suguru thực chất đã chết trong Chú thuật hồi chiến 0, còn Suguru ở dòng thời gian chính lại là do kẻ khác giả mạo, tác giả Gege cho biết ký ức cơ thể từ một trong những cánh tay của nhân vật này khi nghe thấy giọng Satoru vang lên đã ám chỉ rằng Suguru vẫn đang vật lộn với Kenjaku trong cơ thể của chính mình. Đồng thời, vị tác giả cũng so sánh Kenjaku với nhân vật Orochimaru từ bộ truyện Naruto do Kishimoto Masashi sáng tác nhằm lý giải cho cái chết của Suguru. Gege khẳng định Suguru rất mạnh mẽ và tin rằng anh có thể giành chiến thắng trước Yuta nếu không phân tán chiến lực sang Shinjuku và Kyoto. Chiêu thức mạnh nhất của anh, Uzumaki, được lấy cảm hứng từ loạt manga kinh dị cùng tên do Itō Junji viết lời và minh họa. Mặc dù vậy, Gege lại không muốn chi tiết này trùng lặp quá nhiều vì lo rằng nó sẽ giống như một bản đạo nhái của tác phẩm gốc.
Đối với bản chuyển thể điện ảnh của Chú thuật hồi chiến 0, nhà biên kịch Seko Hiroshi nhận xét rằng để phù hợp với thời lượng hai giờ của bộ phim, ông sẽ cần bổ sung thêm những tình tiết mới như quá khứ của Okkotsu Yuta cùng mối quan hệ giữa Satoru và Suguru. Khi nhìn lại, Hiroshi nhận thấy rằng tất cả các phân cảnh hành động ở nửa cuối phim đều rất thú vị, trong đó gồm cả những trường đoạn có sự góp mặt của Gojo, Yuta, Geto và Rika. Bên cạnh đó, việc đưa Gojo Satoru vào tác phẩm cũng là lẽ tự nhiên khi các nhà sáng tạo muốn tập trung khắc họa mối quan hệ của nhân vật này với Geto Suguru. Tuy nhiên, đạo diễn Park Sunghoo khẳng định rằng những nhân viên trong đội ngũ sản xuất không muốn cho hai nhân vật ấy chiếm quá nhiều thời lượng trong phim, bởi cốt truyện tác phẩm chủ yếu tập trung vào Yuta và Rika. Mặt khác, biên kịch Hiroshi lại tiết lộ rằng đội ngũ đã mở rộng trận chiến cuối cùng của Yuta và Suguru bằng cách vẽ thêm cảnh Suguru nôn ra máu.

### Diễn viên lồng tiếng
Sakurai Takahiro, diễn viên lồng tiếng Nhật cho Suguru, từng tỏ ra ấn tượng trước sự "oách xà lách" của các nhân vật chính. Takahiro đã đọc manga Chú thuật hồi chiến 0 trước cả khi bộ phim bước vào giai đoạn bấm máy, điều đó khiến anh cảm thấy rất sốc sau khi biết được bí mật của Kenjaku. Bên cạnh đó, nam diễn viên cũng rất ngạc nhiên vì mối quan hệ thân thiết giữa Geto và Gojo. Mặc dù đây là lần đầu tiên Suguru và Yuta tương tác với nhau, nhưng Takahiro đã quá quen mặt với Ogata Megumi (diễn viên lồng tiếng cho Okkotsu) sau khi làm việc cùng nhau trong những tác phẩm trước đó.
Diễn viên lồng tiếng Lex Lang rất chuộng lối xây dựng nhân vật của Suguru, dẫu cho đây là phản diện chính của bộ phim. Anh nói rằng Suguru sở hữu một số giá trị mà từ đó mang lại chiều sâu bên trong nhân vật này. Ngoài ra, Lang cũng tỏ ra thích thú xen lẫn ngạc nhiên với sự pha trộn giữa các yếu tố kinh dị lẫn chiến đấu trong tác phẩm, cũng như cách mà Geto Suguru sử dụng sức mạnh của mình. Nam diễn viên nhận định bộ phim đã làm rất tốt trong việc khắc họa Suguru, đặc biệt là qua những đoạn hồi tưởng về thời trẻ của nhân vật này lúc còn là một Chú thuật sư.

## Xuất hiện
Geto Suguru là Chú thuật sư được xếp hạng Đặc cấp, một trong những học trò do Yaga Masamichi giảng dạy, đồng thời còn là bạn học cũ của Gojo Satoru và Ieiri Shoko. Thuật thức của Suguru cho phép anh hấp thụ và kiểm soát những lời nguyền tự nhiên cũng như sử dụng chúng trong chiến đấu. Trong thời gian theo học tại Trường Cao chuyên Chú thuật Tokyo, Suguru là một học sinh xuất sắc, thậm chí còn đứng ngang hàng với cả Satoru. Trong Chú thuật hồi chiến 0, anh được mọi người biết đến với dã tâm săn lùng nguyền hồn của cô gái trẻ Orimoto Rika, khi ấy đang đeo bám theo nhân vật chính kiêm học trò của Satoru – Okkotsu Yuta. Lợi dụng lúc Satoru vắng mặt, Suguru đã dễ dàng đánh bại Yuta cùng những người bạn của cậu ta. Trong thời khắc sinh tử, Yuta quyết định đồng tâm hiệp lực với Rika hòng đánh bại kẻ thù của mình. Đổi lại, Suguru cũng sử dụng chiêu thức mạnh nhất mang tên Cực phiên: Uzumaki (極 ( ごく ) ノ ( の ) 番 ( ばん ) 「うずまき」 Gokunoban・Uzumaki) để đối phó với hai người bọn họ, nhưng rốt cuộc vẫn hứng chịu thất bại nặng nề. Sau khi rời khỏi chiến trường với cánh tay không còn nguyên vẹn, Suguru tự nhủ với mình rằng sẽ quay trở lại để đoạt lấy Rika. Thế nhưng, anh bỗng gặp lại dáng hình quen thuộc của Satoru rồi bồi hồi nhớ lại những kỷ niệm tươi đẹp thời niên thiếu, sau đó yêu cầu người bạn năm xưa ra tay kết liễu mình.
Đoạn hồi tuởng trong Chú thuật hồi chiến chủ yếu tập trung khắc họa quá khứ của Geto Suguru cùng những sự kiện có ảnh hưởng lớn đến giới Chú thuật sau này. Khi anh và Satoru đang là học sinh năm hai, họ được giao nhiệm vụ hộ tống Tinh tương thể Amanai Riko để cô bé có thể hợp nhất với Ngài Tengen. Tuy nhiên, sự can thiệp của Fushiguro Toji đã khiến kế hoạch hoàn toàn đổ vỡ: hai Chú thuật sư trẻ tuổi bị đánh bại, còn Riko thì thiệt mạng. Sau khi Satoru hồi phục trở lại rồi giết chết Toji, Suguru đã bắt đầu lung lạc tinh thần và nghi ngờ bản chất nhiệm vụ của mình với tư cách là một Chú thuật sư, đồng thời còn tỏ ra khó chịu khi phải bảo vệ những người bình thường. Anh quyết định thoát khỏi vòng luẩn quẩn đó và thề rằng sẽ tiêu diệt hết mọi Phi thuật sư trên thế giới, từ đó ngăn chặn những lời nguyền ngày càng sinh sôi. Suguru lập tức đào tẩu khỏi Trường Cao chuyên và thảm sát thường dân ở một ngôi làng bằng sức mạnh của mình. Sau đó, Satoru đối mặt với Geto rồi chất vấn về tội ác mà anh đã gây ra, nhưng lại không thể xuống tay sát hại bạn mình. Cuối cùng, Satoru đành phải để Suguru rời đi.
Mặc dù Suguru có vẻ như vẫn còn sống trong mạch truyện chính, nhưng danh tính thật của anh đã được tiết lộ trong cuộc tái ngộ với Satoru. Thực chất cơ thể anh đã bị một kẻ khác sử dụng thuật thức để chiếm hữu, thông qua việc hoán đổi bộ não cho nhau. Tên giả mạo ấy giải thích ý định sử dụng khả năng của Suguru nhằm phục vụ mưu đồ riêng, trước đây hắn cũng từng giả dạng thành Kamo Noritoshi (加茂憲倫). Sau đó, hắn bèn sử dụng Uzumaki để điều khiển linh hồn của những người bị đánh dấu và giải phóng ra hàng loạt nguyền hồn khác nhau, đưa thế giới trở lại thời Heian trước khi rời đi. Sau biến cố Shibuya, toàn bộ Tokyo bỗng chốc trở thành tử địa và tràn ngập những nguyền hồn. Người ta cũng biết được rằng Kenjaku — kẻ chủ mưu của toàn bộ mọi chuyện — đang có ý đồ lợi dụng trạng thái dễ bị tổn thương của Tengen để hợp nhất ông ta với toàn bộ nhân loại.
Geto Suguru dự kiến sẽ xuất hiện với tư cách là một nhân vật có thể chơi được trong tựa game đối kháng Jujutsu Kaisen: Cursed Clash phát hành vào năm 2024.

## Đón nhận
Sự đón nhận của giới phê bình đối với Geto Suguru nhìn chung rất tích cực. Khi đánh giá về bản điện ảnh ra mắt năm 2022 trên trang web Polygon, cây bút Cezary Jan Strusiewicz đã gọi đây là một phản diện thú vị với "tính cách rất chi sôi nổi". Bên cạnh đó, một số ý kiến cũng so sánh nhân vật này với ác nhân Magneto của Marvel Comics vì cả hai đều có khao khát thống trị bằng những thế lực siêu nhiên. Nhà phê bình Jemima Sebastian của tờ IGN đã so sánh anh với Gellert Grindelwald trong series Harry Potter, đồng thời vạch ra những điểm tương đồng trong lý tưởng vô đạo của họ với nhân vật chính về việc khiến thế giới trở nên tốt đẹp hơn. Cô cũng thuật lại lời nói của Suguru trong phim, rằng anh chẳng mảy may quan tâm đến bọn Phi thuật sư trong lúc giải thích cặn kẽ về kế hoạch không tưởng của mình. Trong bài đánh giá viết trên Fandom Post, Kestrel Swift cho biết anh rất thích câu chuyện của Suguru và mong rằng những tác phẩm trong tương lai sẽ ngày càng xoáy sâu hơn vào tình bạn giữa Gojo với nhân vật ấy, tuy nhiên lại nhận định Suguru là một phản diện chẳng mấy nổi bật như những bộ phim khác. Tờ Manga News cũng đồng tình với ý kiến khai thác thêm về tình bạn của Gojo với Geto. Trong khi đó, tác giả Daniel Feathers đến từ Fandom Post thì cho rằng phần lồng tiếng của Lex Lang ở bản chuyển ngữ tiếng Anh là hay nhất trong toàn bộ tác phẩm.
Cây bút Lauren Tidmarsh từ Comic Book Resources đã xem Suguru và Itadori Yuji là giải cấu trúc của hình mẫu anh hùng, đồng thời viện dẫn những lý do giống nhau khiến họ trở thành Chú thuật sư để bảo vệ người khác. Tuy nhiên, cả hai nhân vật đều có cách nhìn nhận khác nhau trước thất bại, từ đó dẫn lối cho họ đi theo những con đường đối nghịch. Tình bạn của Yuji với Fushiguro Megumi đã giúp cậu đưa ra quyết định tích cực hơn, trái ngược với sự cô lập mà Suguru phải chịu đựng. Sau khi có bản chuyển thể anime về thời niên thiếu của Suguru và Satoru, cây viết Ana Diaz của Polygon nhận thấy rằng một số người hâm mộ đã tạo ra những tác phẩm dōjinshi lan truyền rộng rãi với nội dung xoay quanh hai người họ. Trong khi đó, cả James Beckett từ Anime News Network lẫn Charles Hartford từ Why Thought đều dành lời ca ngợi đối với cách thể hiện mối quan hệ của hai nhân vật, cũng như diễn tả cảnh Geto rơi vào điên loạn.
Ở cảnh cao trào trong anime Chú thuật hồi chiến 0, sau khi tìm đường tháo chạy do thất bại thảm hại trước Yuta, Suguru bỗng gặp lại Satoru và rồi chết dưới tay anh ta. Điều này đã khiến một số khán giả xem phim bối rối vì Suguru vẫn xuất hiện trong series truyền hình, vốn lấy bối cảnh một năm sau những sự kiện diễn ra trong bản điện ảnh. Thế nhưng, anime lại không giải thích việc tại sao Geto Suguru vẫn còn sống, còn tác giả Gege thì tuyên bố rằng người hâm mộ phải đọc manga để biết thêm thông tin. Sau khi sự thật về Kenjaku được tiết lộ, Lauren Tidmarsh tin rằng khả năng cao Suguru đã giữ lại ký ức của mình với dẫn chứng là khi cánh tay anh đột nhiên quay sang tấn công cơ thể trước mặt Gojo. Tuy vậy, Manga News lại đưa ra nhận định trái chiều với tình tiết này, trong đó một cây bút cho rằng nó đã hủy hoại mọi thứ về Suguru do cốt truyện của anh đã bị Kenjaku làm cho lưu mờ, còn một ý kiến khác thì cảm thấy rằng giờ đây Gojo, một trong những nhân vật mạnh nhất bộ truyện, có thể bị đánh bại bởi tên Geto nhân dạng mới này.
Để quảng bá cho Chú thuật hồi chiến 0, công ty may mặc Uniqlo đã tung ra loạt áo có in hình Geto. Trong một cuộc bình chọn về độ nổi tiếng của các nhân vật được thực hiện vào năm 2021, Geto xếp ở vị trí thứ 12. Vào lần bầu chọn tiếp theo, thứ hạng của anh đã tăng vọt lên vị trí số 4. Tác giả Gege cũng bình luận về sự nổi tiếng của Geto trong Ngày Valentine và lưu ý rằng điều đó có thể liên quan đến việc phát hành phần phim điện ảnh.